# إيغور تورتشين
إيغور يفدوكيموفيتش تورشين (الأوكراني:Ігор Євдокимович Турчин؛ 16 نوفمبر 1936 - 7 نوفمبر 1993) كان مدربًا أوكرانيًا لكرة اليد، تولى رئاسة الاتحاد السوفيتي ثم المنتخب الأوكراني من 1973 إلى 1993، مما جعلهم في ثلاث بطولات أولمبية وخمس بطولات عالمية.